# 陈敬容
陈敬容（1917年—1989年），原名陈懿范，原籍四川乐山，中国现代作家、诗人。

## 生平
1932年春读初中时开始学习写诗。1934年底前往北京自学中外文学，并在北京大学和清华大学中文系旁听。
第一首诗《十月》作于1935年春， 1946年在上海《联合日报晚刊》上发表。1938年在成都参加中华全国文艺界抗敌协会。1945年在重庆当过小学教师，1946年当过杂志社和书局的编辑。同年出版第一本散文集《星雨集》，并到上海，专门从事创作和翻译。1948年参与创办《中国新诗》月刊，任编委。她是九叶诗派的一员。1949年在华北大学学习，同年底开始从事政法工作。1956年任《世界文学》编辑，1973年退休。

## 主要作品
- 《交响集》（1948）
- 《盈盈集》（1948）
- 《老去的是时间》（1983）
- 译作《絞刑架下的報告》（1952）
- 译作《巴黎圣母院》
- 译作《图像与花朵》